# Lasse Karjalainen
Lasse Karjalainen (Botkyrka, 22 oktober 1974) is een voormalig profvoetballer uit Finland, die speelde als verdedigende middenvelder gedurende zijn carrière. Hij werd geboren in Zweden en won zes keer de Finse landstitel, waarvan vijf keer met FC Haka. Karjalainen beëindigde zijn actieve loopbaan in 2006 bij de Finse club PoPa Pori.

## Interlandcarrière
Karjalainen kwam in totaal vijftien keer (drie doelpunten) uit voor de nationale ploeg van Finland in de periode 1994–2002. Onder leiding van bondscoach Jukka Ikäläinen maakte hij zijn debuut op 26 oktober 1994 in het oefenduel tegen Estland (0-7) in Tallinn, net als Toni Huttunen en Joonas Kolkka. Hij viel in die wedstrijd na 45 minuten in voor Anders Eriksson.

## Erelijst
FC Jazz Pori
- Veikkausliiga

1993
 FC Haka
- Veikkausliiga

1995, 1998, 1999, 2000, 2004
- Suomen Cup

1997, 2002, 2005